# 龍方 (方國)
龙方，是殷墟甲骨文记载的商朝的方国。
武丁时期卜辞有：“勿呼妇好伐龙方。”学者认为其故地有两说：今山东泰安地区或在商王畿西北部。。
龙方是游牧族方国，在武丁攻土方、𢀛方前，龙方已归顺商朝，定期纳贡称臣。龙方始终时顺时逆，约公元前13世纪，武丁后期多次出兵进攻龙方。除商王亲征外，商王之妻妇好以及师般等贵族也参加了攻打龙方的作战。